# Ndidi Agwunedu
Ndidi-Silvia Agwunedu (* 4. Januar 2000 in Bielefeld) ist eine deutsche Handballspielerin, die beim deutschen Erstligisten HSG Bensheim/Auerbach unter Vertrag steht.

## Leben
Agwunedus Mutter kommt aus Benin City, der Vater aus Orlu. Sie hat drei Schwestern und einen Bruder.
Ndidi Agwunedu begann ihre sportliche Laufbahn beim TuS Brake in ihrem Heimatort Bielefeld-Brake. Seit 2014 gehört sie zur Westfalenauswahl. Ab der Saison 2015/16 spielte sie in der B-Jugend der HSG Blomberg-Lippe. Um Schule und Sport besser zusammenzubringen, zog sie 2017 ins Handballinternat nach Blomberg und besuchte dort das Hermann-Vöchting-Gymnasium, wo sie im Sommer 2019 das Abitur machte. Nach dem verletzungsbedingten Karriereende von Franziska Müller wurde Agwunedu schon in der Saison 2018/19 in einigen Spielen der ersten Mannschaft eingesetzt, ab der Saison 2019/20 gehört sie zum Stammkader. Zur Saison 2022/23 wechselte sie zur HSG Bensheim/Auerbach.
Agwunedu war 2018 im deutschen Team bei der U-18-Handball-Weltmeisterschaft der Frauen und 2019 bei der U-19-Handball-Europameisterschaft der Frauen.